# Musée Christian-Dior
Le musée Christian-Dior est un musée situé à Granville dans la Manche. Il prend place dans la villa Les Rhumbs, maison qui vit grandir le couturier français Christian Dior.

## Historique

### Préambule
Christian Dior naît à Granville en janvier 1905. La villa de style Belle Époque, sur les hauteurs de Granville en haut d'une falaise, est construite à la fin du XIXe siècle au milieu d'un parc. Dotée d'un jardin d'hiver, imaginé par Madeleine Dior, elle est nommée Les Rhumbs, nom venant des 32 points d'une rose des vents. Cette villa est celle de l'enfance du futur couturier : ses parents achètent celle-ci alors qu'il est âgé d'un an. Sa mère Madeleine cultive, dans le jardin anglais, des fleurs qui marqueront plus tard la carrière du couturier, que ce soit pour les robes qu'il dessine, les parfums portant son nom, ou plusieurs décennies après la joaillerie de Victoire de Castellane. Les roses, avec le muguet qui bien après inspirera le parfum Diorissimo, deviennent ses fleurs favorites. Serge Heftler-Louiche, qui deviendra PDG des Parfums Christian Dior après la Guerre, habite alors tout à côté de la villa.
À l'âge de six ans, Christian et sa famille s'installent à Paris mais conservent la villa. Il y revient chaque été durant sa jeunesse, entretenant le jardin et perfectionnant ses connaissances botaniques, passant du temps à lire les catalogues d'un grainetier,. À 20 ans, il y dessine le plan d'eau et la pergola, aménageant ce qui sera plus tard le Jardin Christian-Dior. Dans les années 1930, Madeleine sa mère meurt. Son père Maurice, joueur au casino de Granville, est ruiné à la suite de mauvaises affaires. La ville achète Les Rhumbs.
Le couturier dira plus tard à propos de cette maison : « Ma vie, mon style doivent presque tout à sa situation et à son architecture. […] Crépie d'un rose très doux mélangé avec du gravier gris, ses deux couleurs sont demeurées en couture mes teintes de prédilection,. »

### Musée
Dans les années 1930, la commune de Granville rachète la villa et prévoit de la raser pour créer un plan d'eau. Le projet est finalement abandonné et un jardin public ouvre en 1938.
Sur l'impulsion de Jean-Luc Dufresne, la transformation en musée se fera en plusieurs étapes dans les années 1990. Celui-ci sera géré par l'association Présence de Christian Dior à partir de 1993, avec le soutien financier de Dior, notamment d'Elizabeth Flory chargée du patrimoine chez Dior, ainsi que d'autres donateurs. Le musée est le seul qui soit labellisé « musée de France » exclusivement consacré à un couturier. Dans les années 2000, la roseraie est réaménagée.

## Expositions
- La Femme mise en scène - 1997
- La Tradition de l'élégance - 1998
- La Mode en voyage - 1999
- Dior : modes de vie - 2000
- Dior, côté jardin - 2001
- Dior, faune et flore - 2002
- Dior, architecte de la mode - 2003
- Dior, mode et uniformes - 2004
- Christian Dior... homme du siècle - 2005
- Christian Dior et le monde - 2006
- Dior, 60 années hautes en couleur - 2007
- Dandysmes de Barbey d'Aurevilly - 2008
- Dior, les années Bohan, trois décennies de style et de stars (1961 - 1989) 1er mai au 20 septembre 2009[13],[14]
- Le Grand bal Dior - 13 mai au 26 septembre 2010
- Le Bal des Artistes  - 14 mai au 25 septembre 2011[15]
- Le musée Christian Dior : une maison, des collections - jusqu'à février 2012[16]
- Stars en Dior. De l’écran à la ville - 12 mai au 23 septembre 2012[6]
- Le musée Christian Dior : une maison, des collections - 27 octobre 2012 au 17 mars 2013 (3e édition de l'exposition hivernale)
- Impressions Dior - 4 mai au 29 septembre 2013[17]
- Une maison, des collections - 23 novembre 2013 au 16 mars 2014 (4e édition)
- Dior, images de légendes - 3 mai au 21 septembre 2014
- Dior, la révolution du New Look - 6 juin au 1er novembre 2015
- Femmes en Dior, Sublime élégance d'un portrait - 5 mai au 25 septembre 2016
- Aux sources de la légende - 8 avril 2017 au 7 janvier 2018
- Les trésors de la collection, 30 ans d'acquisition - 7 avril 2018 au 6 janvier 2019
- Grace de Monaco, princesse en Dior - 2019
- Christian Dior, itinéraire d'un couturier - 2020
- Dior en roses - 2021
- Chapeaux Dior - 14 mai 2022 au 30 octobre 2022
- Christian Dior, Le génie d'un créateur - 29 avril 2023 au 5 novembre 2023

## Galerie

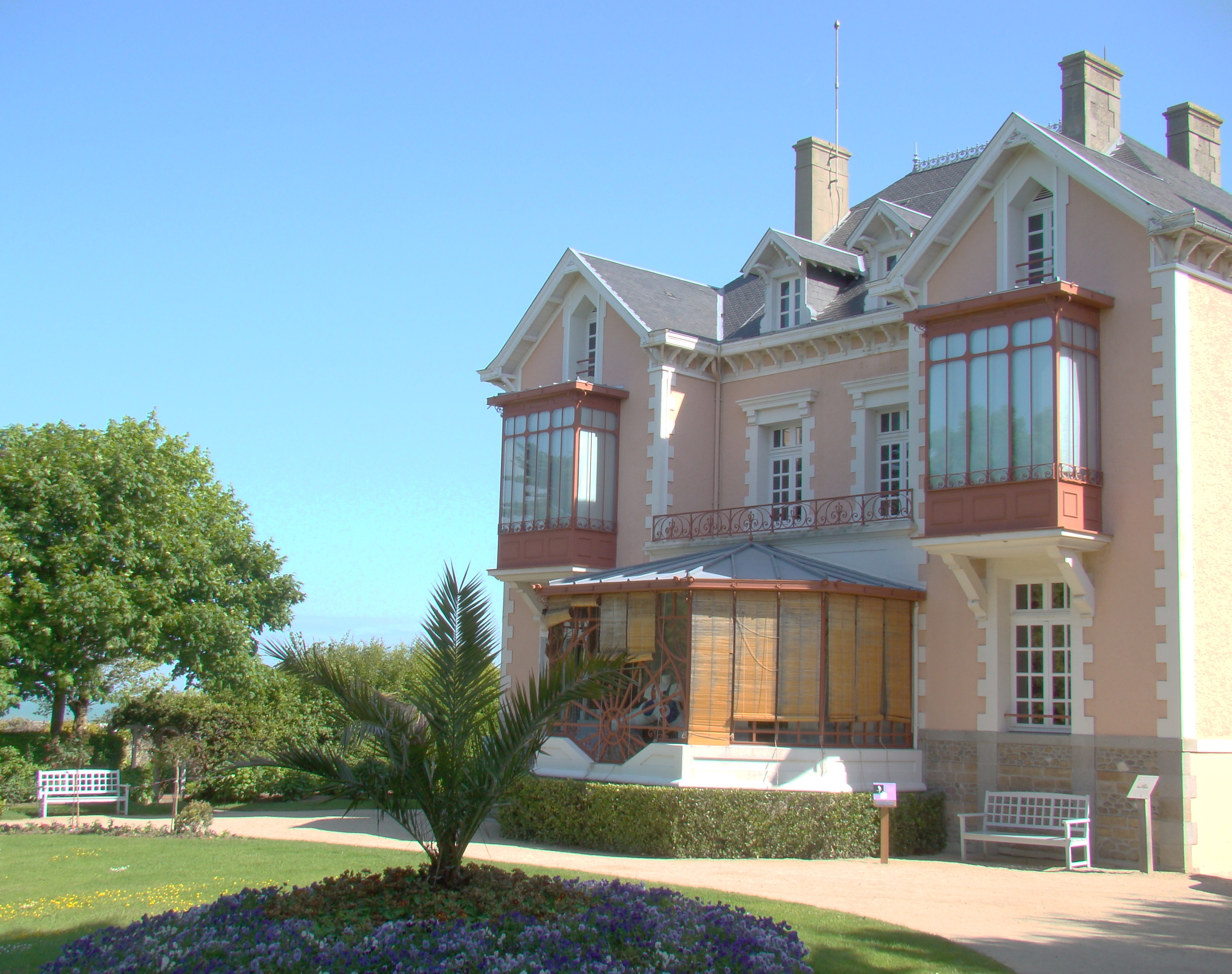
Maison et jardin.
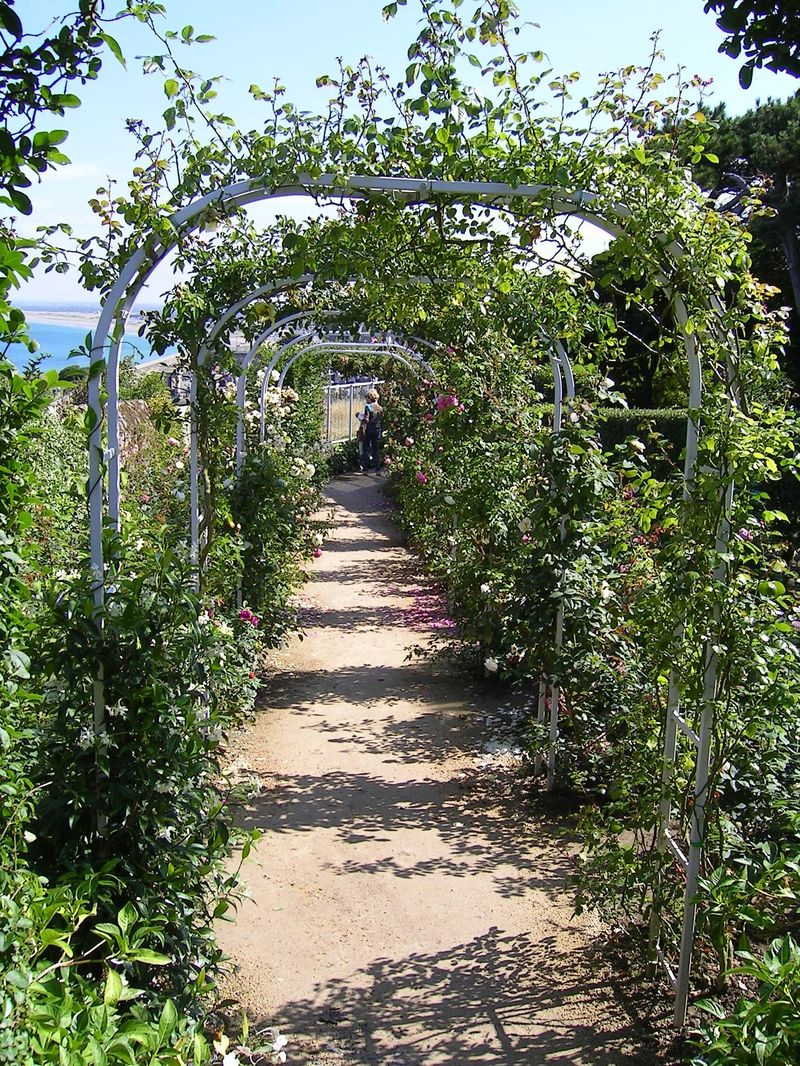
Roses du jardin.
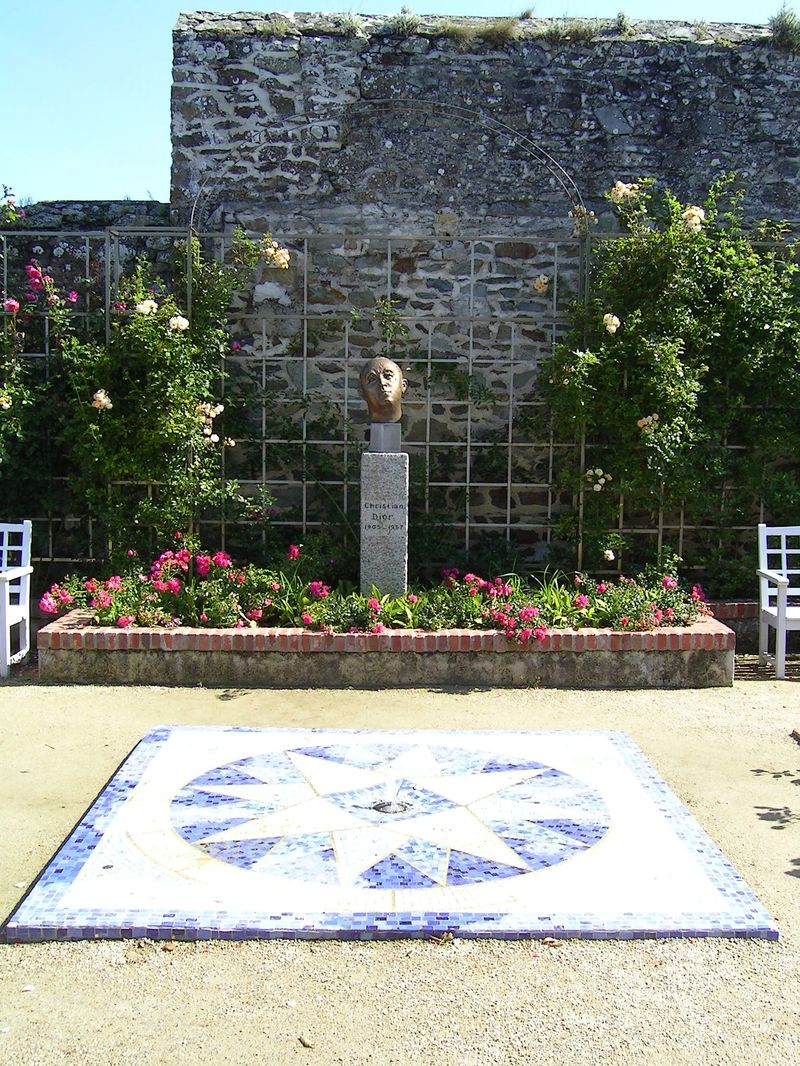
Buste de Christian Dior.